# Organização de Ativistas Lésbicas e Gays
A Organização de Ativistas Lésbicas e Gays (OLGA) foi uma organização em prol dos direitos LGBT na África do Sul. O grupo foi fundado originalmente sob o nome Lésbicas e Gays Contra Opressão (LAGO) e, em 1987, reorganizado sob o novo nome. As duas organizações lutaram pelos direitos LGBT e eram anti-apartheid. A OLGA era afiliada à Frente Democrática Unida (UDF) e enviou sugestões para uma constituição mais inclusiva ao Congresso Nacional Africano (ANC).

## História
A Associação Gay da África do Sul (GASA), uma organização de direitos LGBT na África do Sul, não havia adotado uma postura em relação ao ativismo antirracismo. Em 1986, o grupo se desfez e os negros gays e lésbicas sul-africanos que saíram formaram a Rand Gay Organisation, enquanto ativistas brancos se uniram para formar a Lésbicas e Gays Contra Opressão (LAGO). Ela foi criada na Cidade do Cabo em 1986 e adotou uma posição definitiva contra o apartheid. Além disso, o grupo possuía conexões com outros grupos anti-apartheid. A iteração posterior do LAGO, OLGA, se afiliou à Frente Democrática Unida (UDF). Alguns dos fundadores da LAGO foram ativistas proeminentes contra o apartheid, incluindo Derrick Fine, Sheila Lapinsky, Julia Nicol e Ivan Toms. O grupo consistia, inicialmente, de seis membros.
A constituição criada pela LAGO exigia que todas as decisões fossem tomadas por consenso unânime. Em outubro de 1987, a organização foi dissolvida por causa do impasse gerado por essa regra. Ela foi imediatamente recriada como a Organização de Ativistas Lésbicas e Gays, com os mesmos objetivos originais, mas com uma constituição modificada. Apesar da OLGA ter sido fundada inicialmente por gays e lésbicas majoritariamente brancos, ela possuía membros de outras etnias. Em 1991, ela possuía 35 membros, e 200 pessoas interessadas em seu trabalho. A OLGA foi dissolvida em 1994.

## Atividades
A OLGA ajudou na conscientização sobre os direitos de gays e lésbicas vestindo camisetas e buttons com slogans pró-LGBT. O grupo também esteve envolvido na luta contra o HIV. A organização também lutou explicitamente contra o apartheid.  Eles estavam envolvidos em eventos públicos, como reuniões, workshops e manifestações.
A OLGA submeteu propostas ao Comitê Constitucional do Congresso Nacional Africano (ANC) que incluía termos garantindo direitos às pessoas LGBT. Este projeto foi chamado de Carta dos Direitos de Lésbicas, Gays e Bissexuais, e foi decidido que o ANC também deveria lutar pelos direitos LGBT.